# Никита Богословски
Никита Владимирович Богословски (рус. Ники́та Влади́мирович Богосло́вский; Санкт Петербург, 22. мај 1913 — 4. април 2004) био је совјетски и руски композитор. Аутор је више од 300 песама, 8 симфонија (1940–1991), 17 оперета и музичких комедија, 58 звучних записа и 52 партитуре за позоришне представе. Многе његове песме снимљене су за филм.
Богословски је рођен у аристократској породици у Санкт Петербургу, Руско царство. У доби од 4 године, 1917. године, нова комунистичка власт рођена у руској револуцији конфисковала је његове породице земље и имања у руским провинцијама Велики Новгород и Тамбов. Међу његовим првим музичким инспирацијама биле су мајчино свирање песама Александра Вертинског; тако је од своје 3 године учио клавир, студирајући компоновање код Александра Глазунова 1927—1928 као аудитор на Лењинградском конзерваторијуму 1930—1934.
Његов први мјузикл написан је са 15 година, под називом „Бадње Вече“; његови први радови изражавали су наде и жеље совјетског народа, говорећи о историји Русије. Најпознатији је по две заштићене песме Марка Бернеса из ратног филма Два борца (1943): „Тамна је ноћ” и „Чамци пуни ципала” (Чамци пуни ципала). У пост-Стаљиновом периоду, Богословски је био посебно успешан са музиком за комедије. Његов рад се кретао од попа до фолклора и неокласичних симфонијских мелодија.
Међу његовим бројним почасним звањима и државним наградама били су Народни уметник СССР-а (1983), Орден Црвене заставе рада (1971) и Орден Црвене звезде (1946). Умро је 4. априла 2004. у Москви.